# Hypenodes humidalis
Hypenodes humidalis — вид лускокрилих комах з родини еребід (Erebidae).

## Поширення
Вид поширений в Європі та Сибіру.

## Опис
Розмах крил 14-15 мм. Переднє крило білувато-вохристе, нерівномірно посипане коричневим і темним пушком. Внутрішня лінія нечітка; зовнішня лінія неправильна, коса, темно-пухниста і з білуватими краями ззаду. Клітинна пляма дрібна, темна, зовні білувато облямована. Субтермінальна лінія пряма, білувата, слабо виражена, їй передує пухнастий наліт, що йде до верхівки. Заднє крило сіре.

## Спосіб життя
Дорослі особини розлітаються з кінця травня до початку жовтня. Личинки харчуються на ситнику (Juncus) та на осоці (Carex). Личинки можна знайти з липня по травень. Вид зимує в стадії личинки. Заляльковування відбувається на стеблі рослини-господаря.